# Singapurische Badmintonmeisterschaft 1959/60
Die Singapurische Badmintonmeisterschaft 1959/60 fand vom 26. bis zum 28. September 1959 statt. 

## Austragungsorte
- Singapore Badminton Hall

## Finalresultate
| Disziplin    | Sieger                 | Finalist              | Ergebnis     |
| ------------ | ---------------------- | --------------------- | ------------ |
| Herreneinzel | Omar bin Ibrahim       | Lam Say Chow          | 15–1, 15–1   |
| Dameneinzel  | Long Soo Chin          | Nancy Lim             | 11–7, 12–11  |
| Herrendoppel | Ong Poh Lim Omar Yahya | Johnny Kok Bob Lee    | 15–10, 15–10 |
| Damendoppel  | Nancy Ang Jessie Ong   | Luanne Lim Nancy Lim  | 17–14, 15–12 |
| Mixed        | Lim Say Hup Jessie Ong | Ong Poh Lim Nancy Lim | 15–11, 18–14 |